# جيريمياه جي. موريارتي
جيريمياه جي. موريارتي هو قاضي وسياسي أمريكي، ولد في 5 يوليو 1914 في بوفالو في الولايات المتحدة، وتوفي في 2 ديسمبر 1995. نشط حزبياً في الحزب الجمهوري. وقد انتخب عضو جمعية ولاية نيويورك ‏ وانتخب عضو مجلس ولاية نيويورك ‏.